# Джеймстаун (Кентуккі)
Джеймстаун (англ. Jamestown) — місто (англ. city) в США, в окрузі Расселл штату Кентуккі. Населення — 1867 осіб (2020).

## Географія
Джеймстаун розташований за координатами 36°59′40″ пн. ш. 85°4′7″ зх. д. / 36.99444° пн. ш. 85.06861° зх. д. (36.994438, -85.068565).  За даними Бюро перепису населення США в 2010 році місто мало площу 7,79 км², з яких 7,78 км² — суходіл та 0,02 км² — водойми. В 2017 році площа становила 9,46 км², з яких 9,11 км² — суходіл та 0,35 км² — водойми.

## Демографія
Згідно з переписом 2010 року, у місті мешкали 1794 особи в 733 домогосподарствах у складі 438 родин. Густота населення становила 230 осіб/км².  Було 864 помешкання (111/км²).
Расовий склад населення:
| - 94,7 % — білих - 2,1 % — чорних або афроамериканців - 0,6 % — азіатів - 0,5 % — корінних американців - 1,2 % — осіб інших рас |

До двох чи більше рас належало 0,9 %. Частка іспаномовних становила 3,5 % від усіх жителів.
За віковим діапазоном населення розподілялося таким чином: 23,2 % — особи молодші 18 років, 55,9 % — особи у віці 18—64 років, 20,9 % — особи у віці 65 років та старші. Медіана віку мешканця становила 42,9 року. На 100 осіб жіночої статі у місті припадало 89,0 чоловіків;  на 100 жінок у віці від 18 років та старших — 87,3 чоловіків також старших 18 років.
Середній дохід на одне домашнє господарство  становив 32 125 доларів США (медіана — 22 083), а середній дохід на одну сім'ю — 43 219 доларів (медіана — 31 917). Медіана доходів становила 34 318 доларів для чоловіків та 21 023 долари для жінок. За межею бідності перебувало 45,1 % осіб, у тому числі 58,7 % дітей у віці до 18 років та 24,1 % осіб у віці 65 років та старших.
Цивільне працевлаштоване населення становило 549 осіб. Основні галузі зайнятості: освіта, охорона здоров'я та соціальна допомога — 23,9 %, виробництво — 17,5 %, роздрібна торгівля — 14,0 %, мистецтво, розваги та відпочинок — 13,5 %.